# 文昌镇 (中卫市)
文昌镇，是中华人民共和国宁夏回族自治区中卫市沙坡头区下辖的一个乡镇级行政单位。

## 行政区划
文昌镇下辖以下地区：
银行巷社区、团结巷社区、蔡桥路社区、民族巷社区、西花园社区、东花园社区、华西社区、黄湾村、雍楼村、双桥村、郭营村、蔡桥村、东关村、东园村和五里村。